# Clytie haifae
Clytie haifae is een vlinder uit de familie spinneruilen (Erebidae). De wetenschappelijke naam is voor het eerst geldig gepubliceerd in 1905 door Habich.
De soort komt voor in tropisch Afrika.